# Carl Czerny
Carl Czerny (gọi ngắn gọn là Karl; 21 tháng 2 năm 1791 - 15 tháng 7 năm 1857) là một nghệ sĩ dương cầm, nhà soạn nhạc và giáo viên piano người Áo. Ông được nhớ đến nhiều nhất với những cuốn sách dạy cách luyện đàn piano.
Czerny sinh ra tại Viên trong một gia đình gốc Bohemia.Ông được cha mình dạy chơi piano từ thuở nhỏ trước khi học các tác phẩm của Johann Nepomuk Hummel, Antonio Salieri và Ludwig van Beethoven. Czerny lần đầu ra mắt trước công chúng năm 1800 biểu diễn một bản concerto cho piano của Mozart. Sau đó, ông đã có buổi trình diễn concerto tại viên với bản giao hưởng Piano Concerto No. 5 "Emperor" của Beethoven vào năm 1812.
Sau đó Czerny chuyển sang dạy học, và ở tuổi 15 ông đã là một thầy giáo có tiếng. Czerny đã hướng dẫn cho rất nhiều học trò bao gồm cả Franz Liszt và nhiều người khác. Sau này, Lizst đã tặng 12 bản Transcendental Etudes cho Czerny, một trong những nhà soạn nhạc đầu tiên đã sử dụng từ etude (luyện tập) dùng làm tiêu đề. Liszt cũng ngầm đề cập đến ảnh hưởng của Czerny trong tác phẩm Hexaméron.
Czerny đã sáng tác một lượng lớn các tác phẩm âm nhạc (lên tới op. 861), bao gồm một số bản thánh ca và cầu nguyện, cùng nhiều bản giao hưởng, concerto, sonata và tứ tấu đàn dây. Ngày nay, tuy những bản nhạc này đều không quá thịnh hành, nhưng ông vẫn được xem là một nhà soạn nhạc đặc biệt vì những bản nhạc mang tính sư phạm cao và rất nhiều còn được sử dụng cho đến ngày nay. Trong số đó phải kể đến The School of Velocity và The Art of Finger Dexterity.
Czerny mất tại Wien ở tuổi 66.